# لبه تاریکی (موسیقی متن)
لبهٔ تاریکی (به انگلیسی: Edge of Darkness) نام آلبوم موسیقی متنی از اریک کلپتون و مایکل کارمن است که برای مجموعهٔ تلویزیونی‌ای به همین نام در ۱۹۸۵ تهیه و منتشر شد و جایزهٔ آیور نوولوی بهترین ترانه‌نویسی و آهنگسازی و جایزهٔ بفتای بهترین موسیقی  را در ۱۹۸۶ به‌خود اختصاص داد.

## انتخاب کلپتون برای آهنگسازی
این نخستین تجربهٔ آهنگسازی اریک کلپتون برای فیلم بود. او هنگامی که در ۱۹۸۵ به همراه دوستش مایکل کارمن در مراسم نمایش فیلم برزیل، به کارگردانی تری گیلیام و آهنگسازی کارمن شرکت کرده بود، تماسی از بی‌بی‌سی با او برای ساخت موسیقی متن سریال لبه تاریکی گرفته شد. کلپتون نیز متعاقب آن از کارمن خواست تا او را در این کار کمک و همراهی نماید.

## استقبال منتقدان
مجموعهٔ تلویزیونی لبهٔ تاریکی با استقبال مثبت منتقدان روبرو شده بود و موسیقی متن آن نیز همچون خود سریال مورد تمجید گستردهٔ آنان قرار گرفت. روزنامهٔ دی ایج آن را بی‌نظیر توصیف نمود و روزنامهٔ آتلانتا جورنال-کانستیتوشن از آن با عنوان «بسیار قابل‌توجه» یاد کرد. سینگل لبهٔ تاریکی در ژانویهٔ ۱۹۸۶ به مکان ۶۵م جدول آهنگ‌های بریتانیا راه پیدا کرد و سه هفته در آن باقی بماند.

## آهنگ‌های آلبوم
1. "لبهٔ تاریکی" (۳:۱۹)
2. "تیراندازی" (۳:۴۸)
3. "آگهی ترحیم" (۲:۰۹)
4. "فرار از نورث‌مور" (۳:۰۹)
5. "میدان آکسفورد" (۳:۱۷)
6. "نورث‌مور" (۳:۰۲)

## انتشار
این آلبوم نخست به صورت صفحات گرامافون ۱۲ اینچی ۴۵ دور و نوار کاست منتشر شد و در بازانتشارش در فوریهٔ ۱۹۸۹ بر روی سی‌دی‌های سه اینچی به بازار آمد. در ۱۹۹۱ اجرای زنده‌ای از آهنگ لبهٔ تاریکی همراه با اجرای زندهٔ اریک کلپتون از امشب شگفت‌انگیزی به صورت سینگل و پس از آن به‌عنوان یکی از تراک‌های آلبوم زندهٔ «۲۴ شب» منتشر شد.